# Carl Franklin

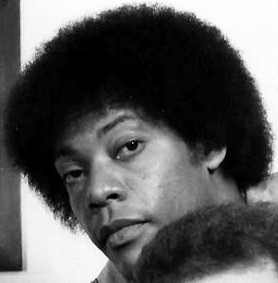
Carl Franklin (1977)

Carl Franklin (* 11. April 1949 in Richmond, Kalifornien) ist ein US-amerikanischer Schauspieler, Regisseur und Drehbuchautor.

## Leben
Nach seinem Studium in Berkeley arbeitete Carl Franklin als Fernsehschauspieler. Er trat in Fernsehfilmen, Miniserien und regelmäßig auch in erfolglosen Serien auf. Er merkte, dass das nicht der richtige Weg ist und ging an das American Film Institute. Im Fach Inszenierung machte er seinen Abschluss. Die Produktionsfirma Concorde Films von Roger Corman war von seiner Diplomarbeit so beeindruckt, dass sie Franklin unter Vertrag nahm.
Nach einigen Arbeiten kam 1992 Franklins Durchbruch als Regisseur mit dem Film One False Move, nach einem Drehbuch von Billy Bob Thornton. Die Los Angeles Film Critics Association verlieh ihm dafür den New Generation Award, dazu kam der MTV Movie Award für den Besten Newcomer und der IFP Spirit Award für die beste Regiearbeit.
1995 inszenierte Franklin den Film Teufel in Blau, (Devil in a Blue Dress) mit Denzel Washington. Trotz guter Kritiken war der Film ein Publikumsflop. Der 1998 gedrehte Film Familiensache mit Meryl Streep, Renée Zellweger und William Hurt bekam viel Lob und auch Nominierungen für Oscar und Golden Globe, doch auch dieser Film floppte.
Franklin kehrte wieder für einige Jahre zum Fernsehen zurück. Erst seit 2002 arbeitet er auch wieder für das Kino.
Franklin ist zum dritten Mal verheiratet. Aus seiner zweiten Ehe stammen zwei Kinder.

## Filmografie (Auswahl)
- 1988: Eine tödliche Affäre (Too Good to be True) – Nebenrolle
- 1989: Verraten in Vietnam (Eye of the Eagle 2: Inside the Enemy) – Regie, Drehbuch, Nebenrolle
- 1989: Blutiges Lang Mei (Last Stand at Lang Mei) – Drehbuch, Nebenrolle
- 1992: In the Heat of Passion – Mord aus Leidenschaft (In the Heat of Passion) – Nebenrolle
- 1992: One False Move – Regie
- 1995: Teufel in Blau (Devil in a Blue Dress) – Regie, Drehbuch
- 1998: Familiensache (One True Thing) – Regie
- 2002: High Crimes – Im Netz der Lügen (High Crimes) – Regie
- 2003: Out of Time – Sein Gegner ist die Zeit (Out of Time) – Regie
- 2013: The Newsroom (Fernsehserie, 1 Folge) – Regie
- 2013–2014: House of Cards (Fernsehserie, 4 Folgen) – Regie
- 2014: The Affair (Fernsehserie, 2 Folgen) – Regie
- 2014–2017: The Leftovers (Fernsehserie, 3 Folgen) – Regie
- 2019: Mindhunter (Fernsehserie, 4 Folgen) – Regie
- 2022: Dahmer – Monster: Die Geschichte von Jeffrey Dahmer (Dahmer – Monster: The Jeffrey Dahmer Story, Fernsehserie, 1 Folge) – Regie
- 2024: Nach dem Attentat (Manhunt, Fernsehserie) – Regie

Schauspieler
- 1974: Die Straßen von San Francisco (The Streets of San Francisco, Folge 3x08)
- 1974; 1975: Cannon (2 Folgen)
- 1975, 1980: Barnaby Jones (Folge 4x07 und 8x15)
- 1977: Die fantastische Reise (Fantastic Voyage, 10 Folgen)
- 1978: Der unglaubliche Hulk (The Incredible Hulk, Folge 1x08)
- 1978: Detektiv Rockford – Anruf genügt (The Rockford Files, Folgen 5x9 und 5x10)
- 1979: Trapper John, M.D. (Folge 1x03)
- 1980: Lou Grant (Folge 4x07)
- 1982: Quincy (Quincy, M. E., Folge 7x20)
- 1985: Mode, Morde und Intrigen (Cover Up, Folge 1x12)
- 1985: Das A-Team (The A-Team, 16 Folgen)
- 1985: MacGyver (Folge 1x09)
- 1985: Trio mit vier Fäusten (Riptide, Folge 3x08)
- 1986: Polizeirevier Hill Street (Hill Street Blues, Folge 6x13)
- 1987: Alf (Folgen 2x12 und 2x13)
- 1991–1992: Roseanne (2 Folgen)